# パドマーワト 女神の誕生
『パドマーワト 女神の誕生』（パドマーワト めがみのたんじょう、原題：Padmaavat）は、2018年に公開されたインドの叙事詩的映画。マリク・ムハンマド・ジャーヤシーの叙事詩『パドマーワト』を原作としており、サンジャイ・リーラー・バンサーリーが監督・製作・脚本を務め、ディーピカー・パードゥコーン、シャーヒド・カプール、ランヴィール・シンが主演を務め、アディティ・ラーオ・ハイダリー、ジム・サルブ、ラザー・ムラード、アヌプリヤー・ゴーエンカーが共演している。
当時のインド映画史上最高額である21億5000万ルピーの製作費が投じられ、2017年12月1日公開予定だった本作は劇中の描写が大きな論争を巻き起こしたため、公開が延期された。最終的に中央映画認証委員会は複数の免責事項の追加やタイトルの変更などを指示したものの、内容の大半は変更されずに公開が承認された。本作は2018年1月25日に2D、3D、IMAX 3Dで公開され、IMAX 3Dで上映された最初のインド映画となった。
批評家からは映像美や撮影技法、ランヴィールの演技が高く評価された一方で、脚本や上映時間、逆進的な家父長制への固執は酷評された。また、アラーウッディーン・ハルジーの「悪のイスラム王」、ラタン・シンの「正義のヒンドゥー王」というステレオタイプな描写も批判の対象となった。インドの一部の州では上映禁止となったものの、興行収入は58億5000万ルピーを記録しており、インド映画史上最も興行的に成功した映画の一つとなった。第64回フィルムフェア賞では18の賞にノミネートされ、2つの賞を受賞している。

## ストーリー
アフガニスタンのハルジー族の族長ジャラールッディーンは、甥アラーウッディーンが娘メフルニサを妻に迎えることを許し、盛大な宴を開いた。しかし、アラーウッディーンはメフルニサを放置して他の女性と密通し、その現場を目撃したジャラールッディーンの側近を殺してしまう。侍女から事実を聞かされたメフルニサは、アラーウッディーンの凶行に恐怖する。同じころ、スリランカのシンガール王国の王女パドマーワティは狩りの途中、同国を訪れていたメーワール王国の王ラタン・シンを誤って射てしまう。傷の手当てをする中で2人は恋に落ち、ラタン・シンはパドマーワティを妃に迎える。一方、奴隷王朝を倒してハルジー朝を興したジャラールッディーンは、モンゴル軍の侵攻に対処するためアラーウッディーンを派遣する。アラーウッディーンはモンゴル軍を撃破するが、ジャラールッディーンの許しを得ないままヤーダヴァ朝のデーヴァギリを攻略する。ジャラールッディーンはアラーウッディーンの元を訪れ、褒美として奴隷カーフールを与える。しかし、アラーウッディーンはカーフールにジャラールッディーンの大臣を殺させ、ジャラールッディーンも暗殺してスルターンの座を奪い取ってしまう。
メーワール王国に迎えられたパドマーワティは人々からの尊敬を集め、ラタン・シンが慕う王宮司祭チェータンからも祝福される。しかし、チェータンは2人の睦み合う姿を覗き見たため、パドマーワティの意見を受け入れたラタン・シンによって国外追放を言い渡される。チェータンはメーワール王国への復讐を誓い、国外へ退去する。彼はデリーへ向かいアラーウッディーンに取り入り、パドマーワティの美貌を伝え、彼にメーワール王国への侵攻をけしかける。アラーウッディーンは自身の保護下に入ることを拒否したことを理由にメーワール王都チットールガル城に侵攻するが、堅牢な城塞に阻まれたアラーウッディーンは半年の間攻略することができず、和睦を偽装して単身チットールガル城に乗り込む。パドマーワティとの面会を求めたアラーウッディーンはラタン・シンの逆鱗に触れてしまうが、パドマーワティはアラーウッディーンと会うことを承諾する。しかし、パドマーワティが姿を見せたのは一瞬で、アラーウッディーンは彼女の顔を見ることはできなかった。
アラーウッディーンは返礼として自身の陣営にラタン・シンを招くが、そこで彼を捕縛してデリーに連行する。デリーに来るように告げられたパドマーワティは「800人の侍女を同行させること」「チェータンの首をチットールガル城に送ること」などを条件に出し、承諾したアラーウッディーンはチェータンを処刑する。パドマーワティがデリーに向けて出立したことを聞いたアラーウッディーンは喜ぶが、直後に甥イタートによる暗殺未遂に見舞われる。負傷したものの暗殺を免れたアラーウッディーンは、自らの手でイタートを粛清する。デリーの王宮に到着したパドマーワティはラタン・シンと再会し、メフルニサの助けを借りて王宮から脱出する。侍女に扮したゴーラー、バーダルたちラージプート兵は2人を脱出させるためハルジー軍を迎え撃ち全滅し、脱出を手助けしたメフルニサは幽閉される。
アラーウッディーンは全軍を引き連れて再びチットールガル城に侵攻し、ラタン・シンは迎撃の準備を進める。最期の戦いに挑む彼に対し、パドマーワティはジョーハル（尊厳殉死）の許可を求める。圧倒的な兵力で侵攻するハルジー軍に対し、ラタン・シンはアラーウッディーンに一騎打ちを挑み彼を追い詰めるが、背後からカーフールたち弓兵に襲われて戦死する。アラーウッディーンは全軍を率いてチットールガル城を滅ぼしてパドマーワティを手に入れようとするが、彼女は第一王妃ナグマティや侍女たちと共にラージプートの名誉を守るためジョーハルを決断する。パドマーワティを手に入れようと迫るアラーウッディーンの眼前で門が閉じられ、パドマーワティは炎の中に身を投じる。

## キャスト
- パドマーワティ - ディーピカー・パードゥコーン
- ラタン・シン - シャーヒド・カプール
- アラーウッディーン・ハルジー - ランヴィール・シン[24]
- メフルニサ（英語版） - アディティ・ラーオ・ハイダリー（英語版）[25][26]
- マリク・カーフール - ジム・サルブ[27][28]
- ジャラールッディーン・ハルジー - ラザー・ムラード[29][30]
- ナグマティ（英語版） - アヌプリヤー・ゴーエンカー[31][32]
- ゴーラー・シン - ウッジワール・チョープラー（英語版）[33]
- バーダル・シン - ディーパク・シュリーマリ
- ラーガヴ・チェータン - アーヤム・メフタ
- イタート・カーン - ヴィバーヴ・ロイ（英語版）
- アミール・ホスロー - バーワニー・ムザーミル
- ウラー・カーン - アシュウィン・ダール

## 製作

### 企画

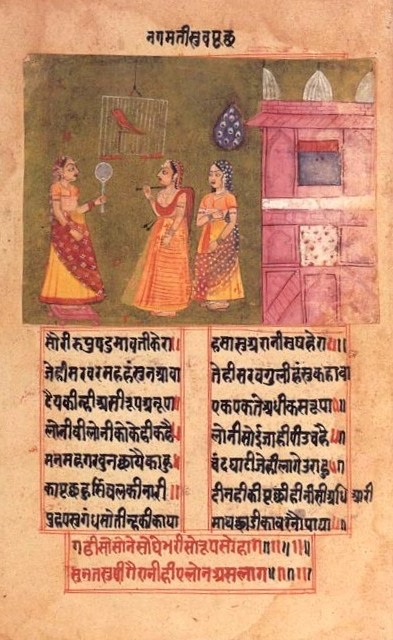
『パドマーワト』の写本

本作はマリク・ムハンマド・ジャーヤシーの叙事詩『パドマーワト』の翻案作品であり、サンジャイ・リーラー・バンサーリーは映画化の構想を10年間練っていた。バンサーリーが初めて『パドマーワト』の翻案作品に関わったのは、1988年に製作されたシャーム・ベネガルのテレビシリーズ『Bharat Ek Khoj』の1エピソードであり、このエピソードではオム・プリがアラーウッディーンを演じた。2008年にはパリでオペラ『パドマーワティ』をプロデュースし、このころから映画化の構想を練り始めた。彼は構想を練るに当たり、クシローデ・プラサード・ヴィディヤヴィノードやアバニンドラナート・タゴールのベンガル文学作品、タミル語映画『Chitor Rani Padmini』、ヒンディー語映画『Maharani Padmini』など過去に製作された翻案作品からインスピレーションを得ている。
2016年7月からプリプロダクションが始まり、同月にシュレヤ・ゴシャルがバンサーリーが映画のために作曲した曲を歌うことを公表した。多くのメディアは過去のバンサーリー作品『銃弾の饗宴 ラームとリーラ』『Bajirao Mastani』で主演を務めたランヴィール・シンとディーピカー・パードゥコーンが主演に起用されるだろうと予測した。同年10月、バンサーリーはヴァイアコム18モーション・ピクチャーズと共同で映画を製作し、ランヴィールとディーピカー、シャーヒド・カプールが主演を務めることを公表した。
公開が延期されたことで製作費が予定よりも多くなり、最終的な製作費は21億5000万ルピーとなった。これは当時のインドで最も高額な製作費であり、同国で最も高額な製作費が投じられた作品の一つとなった。

### キャスティング
『パドマーワト 女神の誕生』はバンサーリー、ランヴィール、ディーピカーの3度目のコラボレーション作品であり、シャーヒドにとっては初のバンサーリー作品への出演となった。『Bajirao Mastani』でヒロインの一人を演じたプリヤンカー・チョープラーの起用が検討されていたが、彼女は同時に企画されている別のバンサーリー作品に出演する可能性が高いと報じられている。ラタン・シン役としてシャー・ルク・カーンもオファーを受けていたが、彼が通常の2倍の出演料を要求したため交渉は不首尾に終わった。報道によると、シャー・ルクは複数の企画に参加中で多忙だったため、オファーを断る口実として高額な出演料を要求したという。彼に代わりラタン・シン役にはシャーヒドが起用され、彼は役作りのためトレーナーのサーミル・ジャウラの指導で40日間の食事制限を行った。また、剣術と槍術を掛け合わせた伝統武術マルダニ・ケールの基本を学び、この経験は彼のキャリアの中で最も肉体的・感情的な挑戦だったと語っている。
ランヴィールはキャリアの中で初の悪役となるアラーウッディーン役を演じている。バンサーリーは歴史上の暗黒の支配者の精神を理解させるため、ランヴィールにアドルフ・ヒトラーなどの独裁者・暴君に関する書籍を渡して読むように指示し、またアラーウッディーンを演じるために『パドマーワト 女神の誕生』以前に演じた役を忘れ去るように伝えた。彼はムスタファ・アーメドの指導の下で役作りを行い、1日2回のトレーニングを週6日間のペースで行った。報道によると、ランヴィールは役作りの影響で人格や日々の行動に深刻な影響が出たため、正常な人格に戻るために精神科の治療を受けたという。
アラーウッディーンの妃メフルニサ役の起用については、ジャヤー・バッチャンの推薦でアディティ・ラーオ・ハイダリーが候補に挙がり、バンサーリーは他の4人の候補者よりも上位に彼女を位置付けた。彼女は候補者の中で唯一王族の血を引く家系の出身だった。ラザー・ムラードはハルジー朝の開祖ジャラールッディーン・ハルジー役に起用された。ジム・サルブはアラーウッディーンの宦官として知られるマリク・カーフール役に起用され、役作りのために乗馬を学んだ。
2017年10月25日、「グーマル」の映像が公開され、映像の中に女王の衣装に身を包んだ女性の姿が映し出された。後にバンサーリー・プロダクションの公式Twitterで、映像に登場した女性はアヌプリヤー・ゴーエンカーが演じるナグマティであることが公表された。

### 衣装デザイン
デリーを拠点に活動する衣装デザイナーのリンプルとハルプリート・ナルラはパドマーワティの衣装作成に際し、ラージャスターン州の宮殿の格子窓をデザインした伝統的な刺繍ゴーターを使用しており、オードニー（ショール）はメーワールで現在も行われている伝統的なスタイルで作成されている。撮影のために用意されたジュエリーは、400キログラムの金を200人の職人が600日間かけて加工したものである。映画のラストシーンでディーピカーが着ている衣装は生命の木をモチーフとし、ねじれたゴーターを特徴としたデザインを施しており、木版印刷されたコータ・ドゥパッタを身に付けている。パドマーワティはスリランカからインドに渡ってきたことから、ディーピカーの衣装はシンハラ人の文化の影響を受けている。
シャーヒドの衣装はマルマルコットン（インド綿ローン）で作られており、特にターバンは入念にデザインされた。作られたターバンの一つはロンドンのヴィクトリア&アルバート博物館にあるターバンからインスピレーションを得て、28種類のレヘリアが施されている。ランヴィールの衣装はトルコ＝ペルシアのインド装束への影響について書かれた旅人の記録に基づいて作られている。アディティの衣装は、彼女が演じるメフルニサがテュルク系民族であることからトルコ、アフガニスタン、モンゴル、オスマン帝国の文化要素が取り入れられている。ランヴィールとアディティの衣装を作る際には、アフガニスタン、カイバル・パクトゥンクワ州、カザフスタンなど中央アジアの広範囲に渡る装束について調査が行われた。
「グーマル」のシーンでディーピカーが身に付けている衣装はタニシュクがデザインしており、ラージャスターン人女性が身に付ける伝統的な3種類の装飾品を身に付けている。ラタン・シンとアラーウッディーンの衣装は「The V Renaissance」のアマールとハルシェーン・アローラがデザインしており、2人の甲冑はボイルドレザー、彫刻術、象嵌などの歴史的な技法を用いて作られている。この甲冑は40人の技術者が8か月間かけて製作している。

### サウンドトラック
映画音楽の作曲はサンチット・バルハラ、歌の作曲はバンサーリーが手掛け、A・M・トゥラズとシッダールト＝ガリマが作詞している。パドマーワティがチットールガル城で伝統的なラージャスターン・フォークダンスを踊るシーンで流れる曲「Ghoomar」は、2017年10月25日にリリースされた。11月11日にリリースされた「Ek Dil, Ek Jaan」は、ディーピカーとシャーヒドをフューチャーした曲となっている。完全なサウンドトラックは2018年1月21日にT-Seriesからリリースされた。

## 公開

### 上映を巡る問題

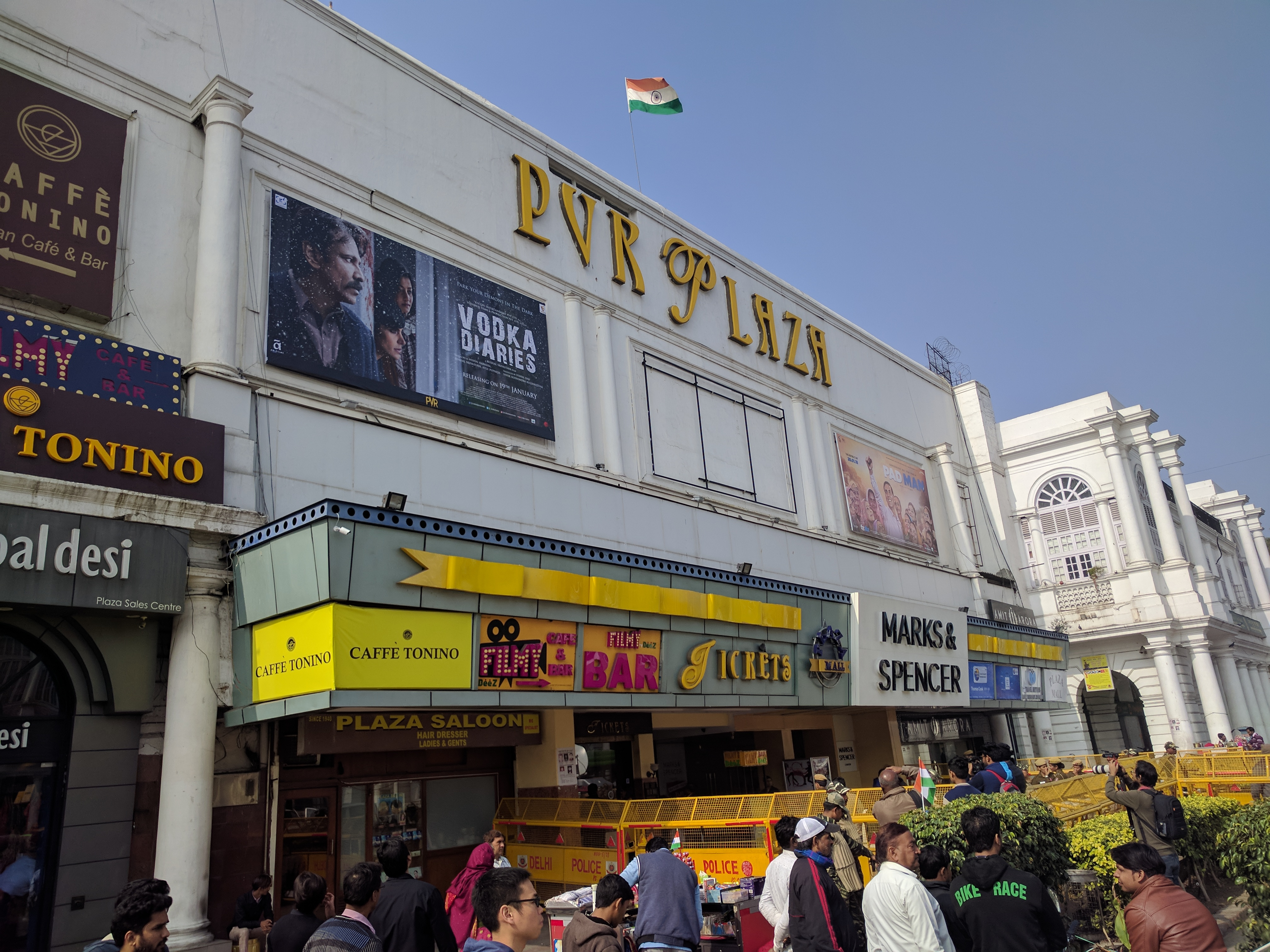
上映反対派の襲撃を警戒した上映館では『パドマーワト 女神の誕生』の看板は掲示されなかった。

撮影中、映画について「ラージプートとヒンドゥー教を侮辱する内容」であり、「パドマーワティとアラーウッディーンのロマンスが描かれている」という噂が流れた。これに対し、シュリ・ラージプート・カルニ・セナを始めとする複数のカースト団体は、「ラージプートとパドマーワティの名誉を汚している」として抗議活動を行った。これらのカースト団体の中でもシュリ・ラージプート・カルニ・セナは過激な行動を強めていった。2017年10月夜にコールハープルのマサイ・プラテアウでの撮影中に撮影セットが襲撃・放火され、撮影用の動物が傷付けられ複数の衣装が破壊される事件が発生している。また、複数のイスラム指導者はアラーウッディーンの描写が誤っているとして映画の上映中止を要求した。公開直前の数日間にわたりインドの複数の地域で上映中止を求める暴動が発生しており、ハリヤーナー州では暴徒がスクールバスなどの自動車を破壊した。
暴徒の矛先は監督のバンサーリー、主演のディーピカーにも向けられた。これに対してインド映画テレビ監督協会、映画テレビ・アーティスト協会、西インド撮影監督協会、映画テレビ美術監督・衣装デザイナー協会などの業界団体が支援を表明した。一方、インドの主要政党は全て上映反対の立場をとり、インド人民党の指導部は上映中止を求め、インド国民会議のラージャスターン州支部も上映中止を求める声明を発表した。
本作の上映を巡る騒動は、インドにおける検閲・表現の自由の議論を巻き起こした。この問題に関し、インド最高裁判所は上映中止を求める請願を言論・表現の自由を理由に却下している。

### 上映状況

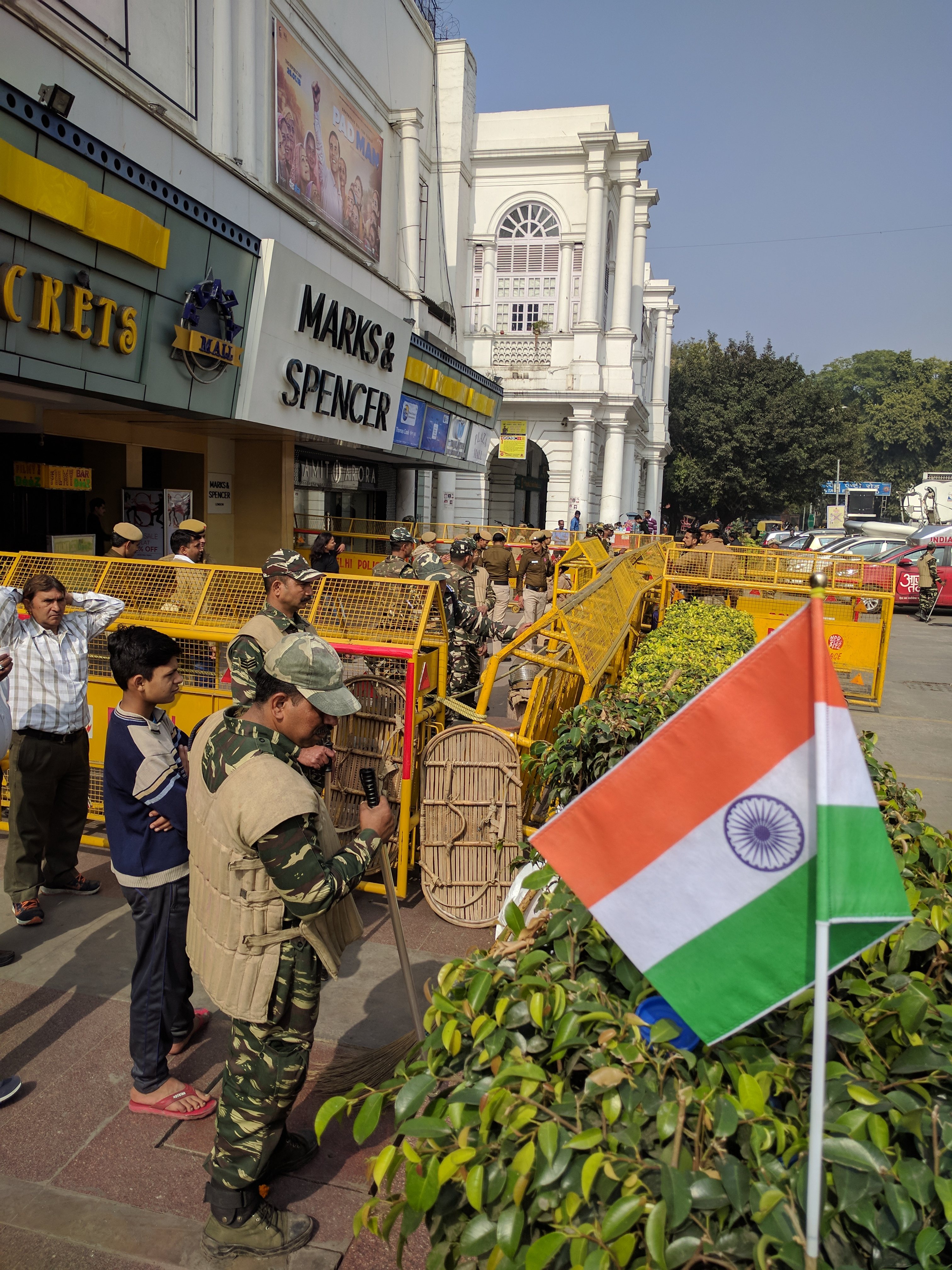
公開当日のデリー周辺では警官隊と準軍事組織が主要上映館の警備に当たった。

本作のデジタル・ストリーミング権はAmazonプライム・ビデオが2億から2億5000万ルピーで購入した。10月にパラマウント映画が海外配給権をヴァイアコム18から購入しており、3D版はプライム・フォーカスが購入している。当初の公開日は2017年12月1日の予定だったが、上映に反対する抗議運動が起きたため延期された。
アラブ首長国連邦では2017年11月30日、イギリスでは12月1日に公開される予定だったが、映画製作者たちは中央映画認証委員会の許可が下りるまでは海外では上映できないと述べている。同委員会は12月末に上映を許可したものの、免責事項の追加やタイトルを「Padmavati」から「Padmaavat」に変更することを含む5つの修正案を提示した。タイトルの変更は、映画が歴史ドラマではなく、あくまでマリク・ムハンマド・ジャーヤシーが著した『パドマーワト』の映画化であることを示す意図があった。同委員会はU/Aの許可を出したものの、ラージャスターン州、グジャラート州、マディヤ・プラデーシュ州、ハリヤーナー州では「法と秩序」の維持と暴動を回避するため、州首相の指示で上映が禁止された。これに対し、インド最高裁判所は「言論の自由は保証されるべきであり、各州では問題なく映画が上映されるべきである」として4州政府の決定を無効とした。
マレーシアではイスラム支配者が否定的に描写されていることを理由に、2018年1月30日に内務省によって上映が禁止された。全英映像等級審査機構は12Aに区分し、ノーカットでの上映を許可した。日本では2019年6月7日に公開された。

## 評価

### 興行収入
本作の興行成績は、複数の州で上映が禁止されたことや各地で上映に反対する暴動が発生していたことから事前予測が困難な状況だった。上映されたのはインド全域の70%の地域のみだったものの、水曜日の有料試写会では5000万ルピーの収益を上げている。翌日には4800スクリーンで上映が開始され、そのうち500スクリーン以上がタミル語・テルグ語吹替版での上映だった。公開初日の純利益は推定1億9000万ルピーとされており、これは大きな州で上映が禁止されているにもかかわらず「堂々たる結果」と考えられており、ランヴィールとバンサーリー、シャーヒドにとっては歴代最高記録となり、ディーピカーにとっては『ハッピー・ニュー・イヤー』『チェンナイ・エクスプレス 〜愛と勇気のヒーロー参上〜』『若さは向こう見ず』に次ぐ歴代4位の記録となった。金曜日の共和国記念日には3億2000万ルピーの興行収入を記録しており、土曜日には2億7000万ルピーの興行収入を記録した。日曜日までの公開初週末で累計興行収入は11億4000万ルピーを記録し、公開4日目で100カロール・クラブ入りを果たした14番目の映画作品となった。さらにIMAX上映でも12スクリーンで46万1000ドルの収益を上げ、歴代記録を更新した。タラン・アダルシュは上映地域が制限されていたため、公開初週末の興行収入は3億5000万ルピーから3億7000万ルピーの損失が出ていると指摘している。
オーストラリアでは36万7984ドルの興行収入を記録し、『ダンガル きっと、つよくなる』『バーフバリ 王の凱旋』（ヒンディー語吹替版）を抜き歴代最高記録を更新した。同国で興行的な成功を収めた理由として、海外配給を担当するパラマウント映画が同国内の大手劇場チェーン（ホイズ、イベント・シネマズ、ヴィレッジ・シネマズ）全てで配給できたことが挙げられる（他のボリウッド映画は通常3社中2社のみでしか配給できない）。アメリカ合衆国・カナダでは公開初日の金曜日に113万ドルの興行収入を記録しており、土曜日には180万ドルの収益を上げ、ヒンディー語映画の単日興行記録は『PK』の141万ドルを超えて最高記録を更新した。インド映画の最高記録は『バーフバリ 王の凱旋』だが、同作の記録は3言語版（テルグ語、タミル語、ヒンディー語）の合計となっている。公開週末の累計興行収入は420万ドルを記録し、324劇場から平均1万3188ドルの収益を上げた。
2018年2月6日時点の興行収入は40億ルピーを超えており、ボリウッド映画の歴代興行収入ランキングのトップ10入りを果たしている。公開第4週末までの国内純利益は27億5000万ルピーとなっており、最終的な合計興行収入は58億5000万ルピーを記録している。

### 批評

#### インド

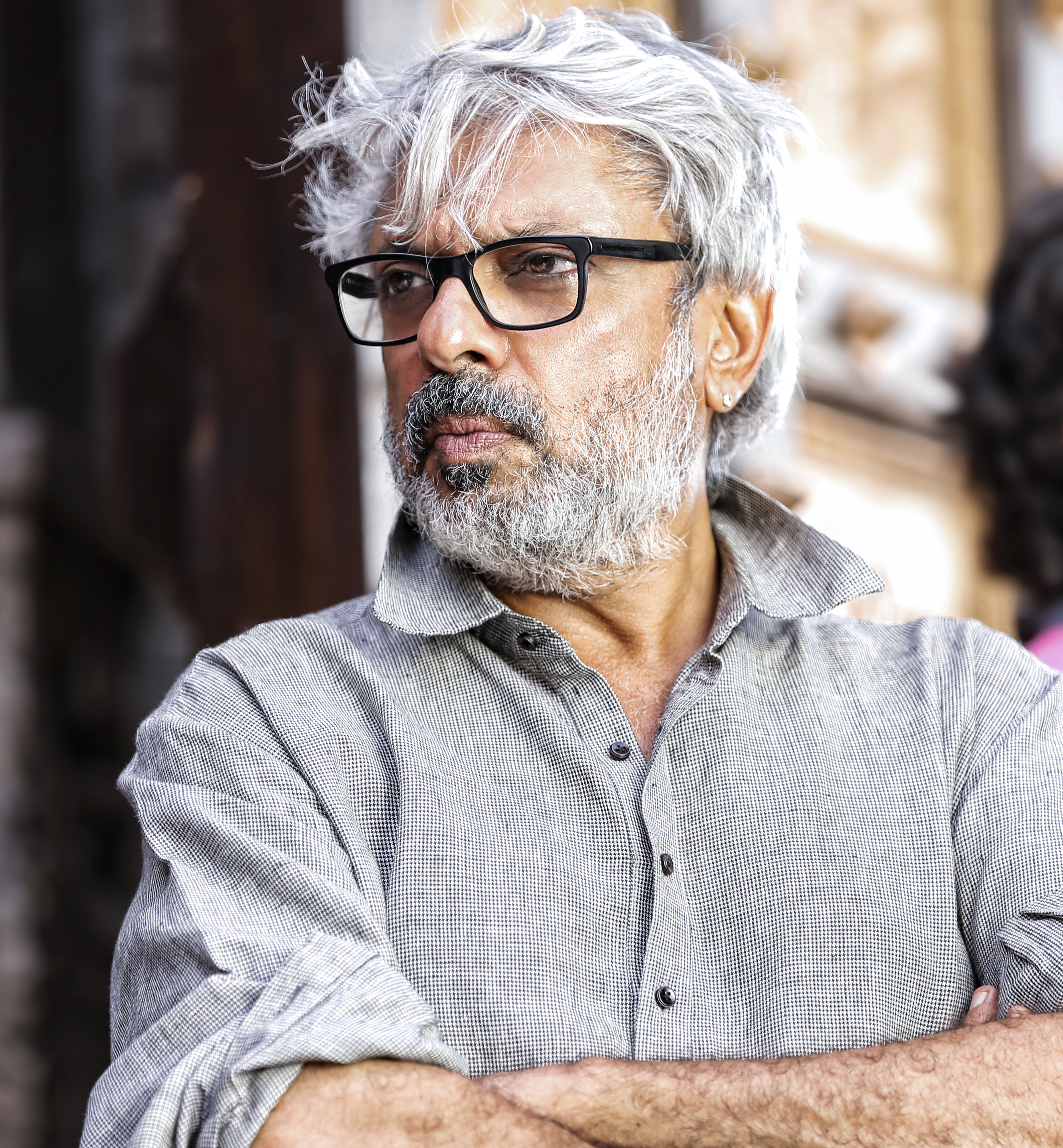
サンジャイ・リーラー・バンサーリー

本作の評価は賛否両論となっている。批評家はビジュアルやランヴィールの演技を賞賛したが、脚本や上映時間、「望ましくない」3D変換を批判した。本作に関する論争が起きた後、「ラージプートの誇りへの最大の賛辞」と絶賛したアルナブ・ゴースワーミーやラージャト・シャルマなどの複数のジャーナリストのために、2017年11月に事前上映会が開催された。ラージャトは特にランヴィールの演技を賞賛した。
ボリウッド・ハンガマのタラン・アダルシュは4.5/5の星を与え、「全体的に見て、『パドマーワト 女神の誕生』は卓越したディレクション、魅力的な脚本、比類のない演技に裏付けられた素晴らしい映像体験です。バンサーリーにとって、それは見事なフィルモグラフィの中でも最高のタイトルになっています」と批評している。ザ・タイムズ・オブ・インディアのネイル・ソーンズは4/5の星を与え、「豪華さと壮大さを高める監督のノウハウは広く知られており、さらに3Dで識別できる。撮影監督のスディープ・チャテルジーは驚嘆するような風景を撮影することによって、彼を賞賛した」と批評している。フィルムフェアのラチット・グプタは3.5/5の星を与え、「『パドマーワト 女神の誕生』の本当の驚きは、その製作とプレゼンテーションにあります。この映画には素晴らしいプロダクションデザイン、衣装、カメラワークがあります。ディスプレイ上の技術的な技巧には度肝を抜かれます」と批評している。CNNニュース18のラジーヴ・マサンドは3.5/5の星を与え、ランヴィールの演技を賞賛した。
ムンバイ・ミラーのクナル・グハは3.5/5の星を与えたが、ディーピカーとシャーヒドの演技を酷評した。インディア・トゥデイのスシャント・メータは3.5/5の星を与えたが、ディーピカーとシャーヒドの演技を「平凡なもの」、ランヴィールの演技を「説得力に欠ける」と酷評している。インディアン・エクスプレスのシューブラ・グプタは2.5/5の星を与え、「『パドマーワト 女神の誕生』は華々しく見えるが、誰もバンサーリーのような光景を見ることはできない。上手くいっている間は、それを見て喜ぶことができるが、3時間近い時間、そしてラージプートの英雄的勇敢さを構成するレトリックの繰り返しにはウンザリさせられる」と批評している。デカン・クロニクルのマユール・サナプは2.5/5の星を与え、上映時間の長さを批判した。また、サパルナ・シャルマも2.5/5の星を与え、「『パドマーワト 女神の誕生』は不快なほどの排外主義、露骨なほどの右翼主義、そして臆面もなく反イスラム主義を押し出している」と酷評している。
NDTV Indiaのラジャ・センは1.5/5の星を与え、「確かに、映画のキャラクターたちは時折魅力的に映ることがあるが、主人公たちは支離滅裂で不快感を抱かせ、私たちの忍耐力を試してくる」と酷評している。Rediff.comは1.5/5の星を与え、映画を「表面的」と表現している。ザ・ヒンドゥーのナムラタ・ジョーシーは、映画を「欠伸の祭典」「完全な退屈の終わることのない空間」と表現しており、3D版についても否定的な評価を下している。ファーストポストのアンナ・M・M・ヴェティカドは1/5の星を与え、「『パドマーワト 女神の誕生』は極端な偏見を仰々しく、安っぽいクリシェで覆い隠したヒンディー語映画の完璧な見本です」と酷評している。

#### 海外
Rotten Tomatoesには20件のレビューが寄せられ支持率70%、平均評価6.5/10となっている。
ガーディアンのマイク・マカヒルは4/5の星を与え、「目を引くのは豪華さではなく、適用された精密さです」と批評している。シルパ・ジャムカンディカーはロイターに混合的なレビューを書き、物語については「しかし、絢爛な歴史ロマンスの中でさえ感情的な深みを見付けることができた初期のバンサーリー作品とは異なり、この映画は不十分なものでした」と批評したが、ランヴィールの演技は高く評価している。ガルフ・ニュースのマンジューシャ・ラーダクリシュナンは、他のバンサーリー作品と比べて品質が劣ると批評しており、Dawnのサダフ・ハイダーは映画を「欠陥のある歴史の講義」と指摘したものの、ビジュアルや音楽、俳優の演技は高く評価している。エクスプレス・トリビューンのラフール・アイジャズは4.5/5の星を与え、「完璧な物語」と「記憶に残る演技」によって「誤った期待を作り失望させることがなかった」と批評している。パキスタンの批評家ハールーン・ハーリドは、アラーウッディーンの「悪のイスラム王」、ラタン・シンの「正義のヒンドゥー王」というステレオタイプの描写を批判している。

### 受賞・ノミネート
| 映画賞                                             | 部門                                           | 対象                                                                             | 結果       | 出典                    |
| -------------------------------------------------- | ---------------------------------------------- | -------------------------------------------------------------------------------- | ---------- | ----------------------- |
| アジアヴィジョン・アワード                         | 主演男優賞                                     | ランヴィール・シン                                                               | 受賞       | [ 163 ]                 |
| アジアヴィジョン・アワード                         | 悪役賞                                         | ジム・サルブ                                                                     | 受賞       | [ 163 ]                 |
| ダーダーサーヘブ・パールケー・エクセレンス賞       | 主演男優賞                                     | シャーヒド・カプール                                                             | 受賞       | [ 164 ] [ 165 ] [ 166 ] |
| ダーダーサーヘブ・パールケー・エクセレンス賞       | 大衆選出主演男優賞                             | ランヴィール・シン                                                               | 受賞       | [ 164 ] [ 165 ] [ 166 ] |
| 第66回国家映画賞                                   | 男性プレイバックシンガー賞                     | アリジット・シン「Binte Dil」                                                    | 受賞       | [ 167 ]                 |
| 第66回国家映画賞                                   | 音楽監督賞（サウンドトラック部門）             | サンジャイ・リーラー・バンサーリー                                               | 受賞       | [ 167 ]                 |
| 第66回国家映画賞                                   | 振付賞                                         | クルティ・マヘーシュ・マディヤ、ジョーティ・トマール                             | 受賞       | [ 167 ]                 |
| 第64回フィルムフェア賞                             | 作品賞                                         | パドマーワト 女神の誕生                                                          | ノミネート | [ 168 ] [ 169 ]         |
| 第64回フィルムフェア賞                             | 監督賞                                         | サンジャイ・リーラー・バンサーリー                                               | ノミネート | [ 168 ] [ 169 ]         |
| 第64回フィルムフェア賞                             | 音楽アルバム賞                                 | サンジャイ・リーラー・バンサーリー                                               | 受賞       | [ 168 ] [ 169 ]         |
| 第64回フィルムフェア賞                             | 主演男優賞                                     | ランヴィール・シン                                                               | ノミネート | [ 168 ] [ 169 ]         |
| 第64回フィルムフェア賞                             | 審査員選出男優賞                               | ランヴィール・シン                                                               | 受賞       | [ 168 ] [ 169 ]         |
| 第64回フィルムフェア賞                             | 主演女優賞                                     | ディーピカー・パードゥコーン                                                     | ノミネート | [ 168 ] [ 169 ]         |
| 第64回フィルムフェア賞                             | 助演男優賞                                     | ジム・サルブ                                                                     | ノミネート | [ 168 ] [ 169 ]         |
| 第64回フィルムフェア賞                             | 作詞家賞                                       | A・M・トゥラズ「Binte Dil」                                                      | ノミネート | [ 168 ] [ 169 ]         |
| 第64回フィルムフェア賞                             | 男性プレイバックシンガー賞                     | アリジット・シン「Binte Dil」                                                    | ノミネート | [ 168 ] [ 169 ]         |
| 第64回フィルムフェア賞                             | 女性プレイバックシンガー賞                     | シュレヤ・ゴシャル「グーマル」                                                   | 受賞       | [ 168 ] [ 169 ]         |
| 第64回フィルムフェア賞                             | 振付賞                                         | クルティ・マヘーシュ・マディヤ、ジョーティ・トマール「グーマル」                 | 受賞       | [ 168 ] [ 169 ]         |
| 第64回フィルムフェア賞                             | 振付賞                                         | ガネーシュ・アーチャーリヤ「カリーバリー」                                       | ノミネート | [ 168 ] [ 169 ]         |
| 第64回フィルムフェア賞                             | 撮影賞                                         | スディープ・チャテルジー                                                         | ノミネート | [ 168 ] [ 169 ]         |
| 第64回フィルムフェア賞                             | 美術監督賞                                     | サブラータ・チャクラボルティー、アミット・レイ                                   | ノミネート | [ 168 ] [ 169 ]         |
| 第64回フィルムフェア賞                             | 音響デザイン賞                                 | ビシュディープ・チャテルジー                                                     | ノミネート | [ 168 ] [ 169 ]         |
| 第64回フィルムフェア賞                             | 衣装デザイン賞                                 | アジャイ、マクシマ・バース、ハルプリート・リンプル、チャンドラカント・ソナワーン | ノミネート | [ 168 ] [ 169 ]         |
| 第64回フィルムフェア賞                             | VFX賞                                          | NY VFXwaala                                                                      | ノミネート | [ 168 ] [ 169 ]         |
| 第64回フィルムフェア賞                             | アクション賞                                   | シャーム・コウシャル                                                             | ノミネート | [ 168 ] [ 169 ]         |
| HELLO! Hall of Fame Awards                         | 審査員選出男優賞                               | シャーヒド・カプール                                                             | 受賞       | [ 170 ]                 |
| HELLO! Hall of Fame Awards                         | エンターテイナー・オブ・ザ・イヤー（女優部門） | ディーピカー・パードゥコーン                                                     | 受賞       | [ 170 ]                 |
| HELLO! Hall of Fame Awards                         | エンターテイナー・オブ・ザ・イヤー（男優部門） | ランヴィール・シン                                                               | 受賞       | [ 170 ]                 |
| インディアン・フィルム・フェスティバル・メルボルン | 作品賞                                         | パドマーワト 女神の誕生                                                          | ノミネート | [ 171 ]                 |
| インディアン・フィルム・フェスティバル・メルボルン | 監督賞                                         | サンジャイ・リーラー・バンサーリー                                               | ノミネート | [ 171 ]                 |
| インディアン・フィルム・フェスティバル・メルボルン | 主演女優賞                                     | ディーピカー・パードゥコーン                                                     | ノミネート | [ 171 ]                 |
| インディアン・フィルム・フェスティバル・メルボルン | 主演男優賞                                     | ランヴィール・シン                                                               | ノミネート | [ 171 ]                 |
| インディアン・フィルム・フェスティバル・メルボルン | 主演男優賞                                     | シャーヒド・カプール                                                             | ノミネート | [ 171 ]                 |
| 第11回ミルチ音楽賞                                 | 歌曲賞                                         | 「グーマル」                                                                     | 受賞       | [ 172 ] [ 173 ]         |
| 第11回ミルチ音楽賞                                 | 歌曲賞                                         | 「カーリバーリー」                                                               | ノミネート | [ 172 ] [ 173 ]         |
| 第11回ミルチ音楽賞                                 | アルバム賞                                     | パドマーワト 女神の誕生                                                          | 受賞       | [ 172 ] [ 173 ]         |
| 第11回ミルチ音楽賞                                 | 男性歌手賞                                     | シヴァン・パタック「Ek Dil Ek Jaan」                                             | 受賞       | [ 172 ] [ 173 ]         |
| 第11回ミルチ音楽賞                                 | 男性歌手賞                                     | シャイル・ハダ、シヴァン・パタック「カーリバーリー」                             | ノミネート | [ 172 ] [ 173 ]         |
| 第11回ミルチ音楽賞                                 | 男性歌手賞                                     | アリジット・シン「Binte Dil」                                                    | ノミネート | [ 172 ] [ 173 ]         |
| 第11回ミルチ音楽賞                                 | 女性歌手賞                                     | シュレヤ・ゴシャル「グーマル」                                                   | 受賞       | [ 172 ] [ 173 ]         |
| 第11回ミルチ音楽賞                                 | 女性歌手賞                                     | ニーティ・モハン「Nainowale Ne」                                                 | ノミネート | [ 172 ] [ 173 ]         |
| 第11回ミルチ音楽賞                                 | 作曲家賞                                       | サンジャイ・リーラー・バンサーリー「Ek Dil Ek Jaan」                             | 受賞       | [ 172 ] [ 173 ]         |
| 第11回ミルチ音楽賞                                 | 作曲家賞                                       | サンジャイ・リーラー・バンサーリー「カーリバーリー」                             | ノミネート | [ 172 ] [ 173 ]         |
| 第11回ミルチ音楽賞                                 | 作曲家賞                                       | サンジャイ・リーラー・バンサーリー「Binte Dil」                                  | ノミネート | [ 172 ] [ 173 ]         |
| 第11回ミルチ音楽賞                                 | 作詞家賞                                       | A・M・トゥラズ「Ek Dil Ek Jaan」                                                 | ノミネート | [ 172 ] [ 173 ]         |
| 第11回ミルチ音楽賞                                 | Raag-Inspired Song of the Year                 | 「Ek Dil Ek Jaan」                                                               | 受賞       | [ 172 ] [ 173 ]         |
| 第11回ミルチ音楽賞                                 | Raag-Inspired Song of the Year                 | 「Ghoomar」                                                                      | ノミネート | [ 172 ] [ 173 ]         |
| 第11回ミルチ音楽賞                                 | 音楽プロデューサー賞                           | シャイル＝プリテーシュ「カーリバーリー」                                         | ノミネート | [ 172 ] [ 173 ]         |
| 第11回ミルチ音楽賞                                 | 音楽プロデューサー賞                           | ジャッキー・ヴァンジャーリー「Binte Dil」                                        | ノミネート | [ 172 ] [ 173 ]         |
| 第11回ミルチ音楽賞                                 | 録音賞                                         | タナイ・ガジャール、ラフール・シャルマ「グーマル」                               | 受賞       | [ 172 ] [ 173 ]         |
| 第11回ミルチ音楽賞                                 | 録音賞                                         | タナイ・ガジャール「Ek Dil Ek Jaan」                                             | ノミネート | [ 172 ] [ 173 ]         |
| 第11回ミルチ音楽賞                                 | 録音賞                                         | タナイ・ガジャール「Binte Dil」                                                  | ノミネート | [ 172 ] [ 173 ]         |
| 第11回ミルチ音楽賞                                 | 作曲賞                                         | サンチット・バルハラ、アンキット・バルハラ                                       | 受賞       | [ 172 ] [ 173 ]         |
| 第11回ミルチ音楽賞                                 | リスナー選出アルバム賞                         | パドマーワト 女神の誕生                                                          | ノミネート | [ 172 ] [ 173 ]         |
| スター・スクリーン・アワード                       | 主演男優賞                                     | ランヴィール・シン                                                               | 受賞       | [ 174 ]                 |
| スター・スクリーン・アワード                       | 女性プレイバックシンガー賞                     | シュレヤ・ゴシャル                                                               | 受賞       | [ 174 ]                 |
| スター・スクリーン・アワード                       | 振付賞                                         | クルティ・マヘーシュ・マディヤ、ジョーティ・トマール                             | 受賞       | [ 174 ]                 |
| スター・スクリーン・アワード                       | 主演女優賞                                     | ディーピカー・パードゥコーン                                                     | ノミネート | [ 174 ]                 |
| ジー・シネ・アワード                               | 作品賞                                         | パドマーワト 女神の誕生                                                          | ノミネート | [ 175 ] [ 176 ]         |
| ジー・シネ・アワード                               | 主演男優賞                                     | ランヴィール・シン                                                               | 受賞       | [ 175 ] [ 176 ]         |
| ジー・シネ・アワード                               | 主演女優賞                                     | ディーピカー・パードゥコーン                                                     | ノミネート | [ 175 ] [ 176 ]         |
| ジー・シネ・アワード                               | 審査員選出主演女優賞                           | ディーピカー・パードゥコーン                                                     | 受賞       | [ 175 ] [ 176 ]         |
| ジー・シネ・アワード                               | 監督賞                                         | サンジャイ・リーラー・バンサーリー                                               | 受賞       | [ 175 ] [ 176 ]         |
| ジー・シネ・アワード                               | 振付賞                                         | 「グーマル」                                                                     | 受賞       | [ 175 ] [ 176 ]         |